# Nino Schurter

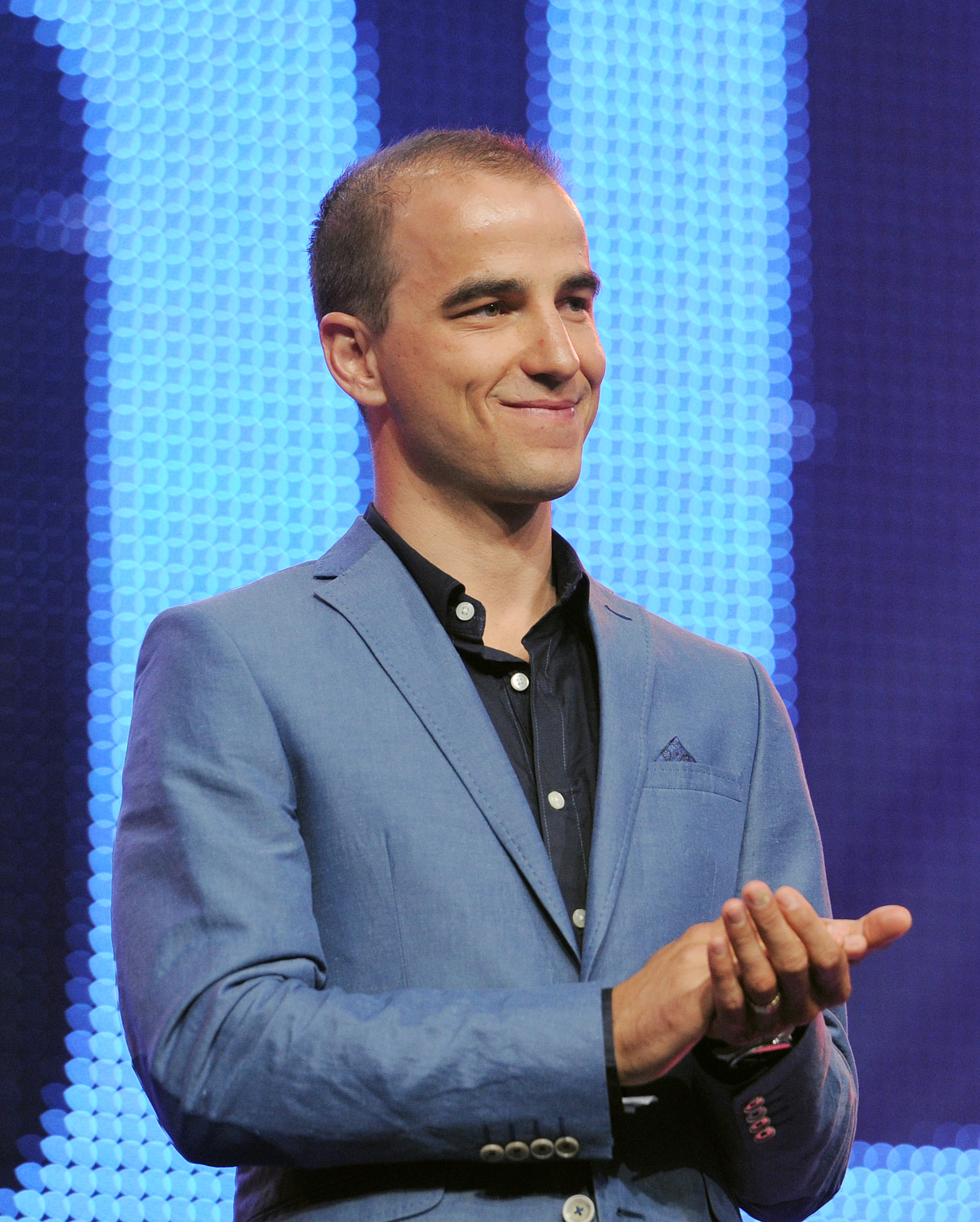
Nino Schurter, 2014

Nino Schurter (* 13. května 1986, Tersnaus) je švýcarský cyklista, závodící převážně v disciplíně cross-country. Je členem týmu Scott-Odlo-MTB Racing.
V roce 2004 vyhrál mistrovství Evropy juniorů horských kol ve Valbřichu a získal finanční podporu od nadace Schweizer Sporthilfe, od roku 2007 jezdí profesionálně. Je desetinásobným mistrem světa v individuálním závodě (2009, 2012, 2013, 2015, 2016, 2017, 2018, 2019, 2021, 2022) a trojnásobným mistrem ve štafetě (2006, 2007, 2018). Také vyhrál třicet čtyři závodů Světového poháru (stav k červenci 2023), čímž překonal předešlý rekord třiceti tří vítězství Juliena Absalona, a sedmkrát skončil první v jeho celkové klasifikaci (2010, 2012, 2013, 2015, 2017, 2018, 2019). Na olympiádě 2008 obsadil třetí místo, na hrách 2012 byl druhý, když většinu závodu vedl a těsně před cílem ho předjel Jaroslav Kulhavý. V roce 2015 Schurter vyhrál závod horských kol na Evropských hrách v Baku. Je rovněž mnohonásobným mistrem Švýcarska v cross country, v letech 2012 a 2013 byl zvolen švýcarským cyklistou roku, získal také čestnou medaili Mendrisio d'argento. Věnoval se rovněž silniční cyklistice, v roce 2014 skončil na 42. místě závodu Tour de Romandie. V roce 2016 přijel jako hlavní favorit na LOH do Ria a průběh závodu dal předpokladům zapravdu. Schurter se rychle propracoval do čela závodu, kde pak dlouho jezdil spolu s Jaroslavem Kulhavým. V předposledním šestém kole Schurter ve stoupání nastoupil, Kulhavému odjel a zajistil si zlatou medaili.
Schurter je považovaný za skvělého technika, který velmi dobře zvládá sjezdy a obtížné technické pasáže. Svým permanentním rychlým tempem a neumdlévajícím nasazením dokáže brzy po začátku závodu setřást většinu soupeřů. Spolu s Julienem Absalonem a Jaroslavem Kulhavým jsou jedinými třemi závodníky, kteří v období od května 2013 do srpna 2016 vyhráli závod světového poháru a mistrovství světa v cross country. V roce 2017 vyhrál jako vůbec první v historii úplně všechny závody světového poháru. V roce 2018 již nebyl tak dominantní (dokázali ho porazit Sam Gaze, Gerhard Kerschbaumer a Mathias Flückiger), ale přesto zvítězil ve 4 závodech SP a získal opět celkový titul.
Nino Schurter je ženatý a má jednu dceru.